# Transamerica Pyramid
Transamerica Pyramid – 260-metrowy wieżowiec zbudowany w 1972 roku w kształcie ostrosłupa. Zaprojektowana tak sylwetka sprawia, że do otaczających budynek ulic dociera więcej światła i świeżego powietrza. W "skrzydłach" wyrastających blisko wierzchołka znajdują się szyby wind.